# Glypta bifoveolata
Glypta bifoveolata är en stekelart som beskrevs av Johann Ludwig Christian Gravenhorst 1829. Glypta bifoveolata ingår i släktet Glypta och familjen brokparasitsteklar. Arten är reproducerande i Sverige. Utöver nominatformen finns också underarten G. b. ponojensis.